# GS Yuasa

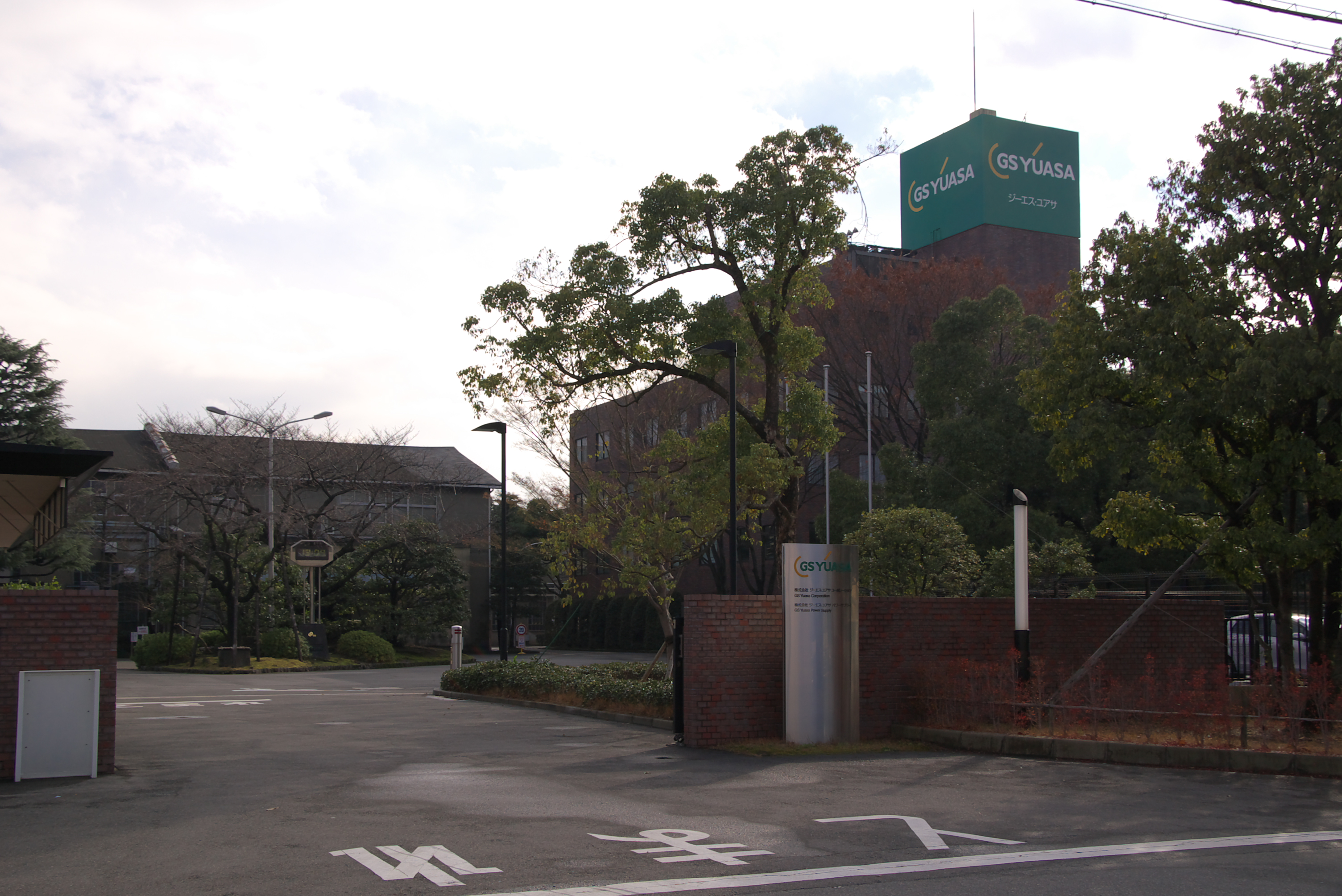
Hauptsitz der GS Yuasa in Kyōto

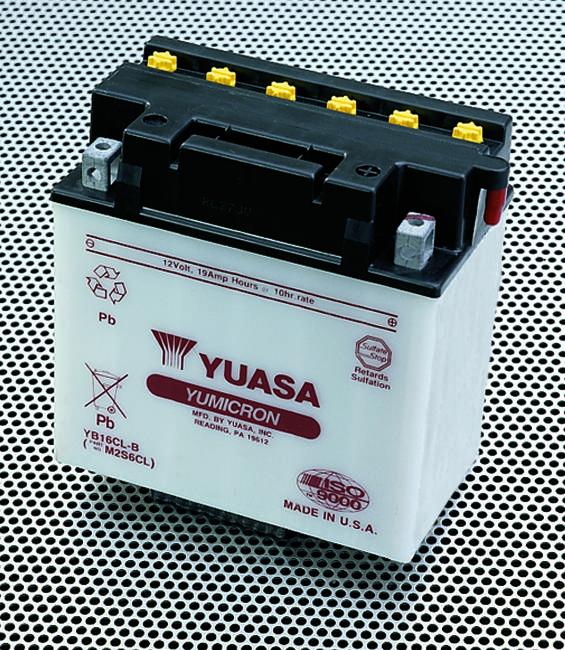
Batterie von GS Yuasa

Die K.K. GS Yuasa Corporation (jap. 株式会社ジーエスユアサ コーポレーション, kabushiki kaisha jīesu yuasa kōporēshon), ein japanischer Hersteller von Akkumulatoren, ist der größte asiatische Hersteller von Autobatterien. Der Jahresumsatz beträgt ca. 2,4 Milliarden Euro (300 Milliarden Yen). Präsident des Unternehmens ist Makoto Yoda.

## Lithium-Ionen-Akkumulator
GS Yuasa setzt auf Lithium-Ionen-Akkumulatoren für künftige Hybridautos und Elektroautos.
Mit dem Autobauer Mitsubishi hat das Unternehmen ein Joint-Venture zur Entwicklung und Produktion dieser Technik gegründet und errichtet eine Fabrik.
Auch mit Honda gründete GS Yuasa ein Unternehmen zur Produktion von Antriebsbatterien.
Im Januar 2013 wurden alle Flugzeuge des Typs Boeing 787 vorübergehend aus dem Verkehr gezogen. Hintergrund waren unter anderem aufgetretene Brandprobleme mit den von GS Yuasa gelieferten Li-Ionen-Akkumulatoren.